# Patasola magdalenae
Patasola magdalanae é uma espécie de platirrino encontrada no sítio paleontológico de La Venta. Conhece-se apenas a metade de uma mandíbula de um indivíduo subadulto, datada de 12,5 a 12,7 milhões de anos atrás, no Mioceno. Os molares são muito semelhantes aos encontrados em Callitrichinae, mas retém uma terceiro molar, que é relativamente maior que o encontrado em Callimico.